# Neferkare (König)
Neferkare ist der Geburtsname eines altägyptischen Königs (Pharao), der vermutlich in der 3. Dynastie regierte. Die Zuordnung des Namens ist in der Ägyptologie umstritten und wird daher kontrovers diskutiert.
Jürgen von Beckerath sowie Rainer Hannig setzen Neferkare mit dem von Manetho (Africanus) überlieferten griechischen Namen Mesochris beziehungsweise Nebkare gleich und sehen in ihm wie Thomas Schneider den Nachfolger von Hudjefa II. beziehungsweise Sedjes sowie Vorgänger des Huni. Da aber Mesochris wie zuletzt gezeigt nur eine andere Namensform von Mykerinos darstellt, ist die Identifizierung von Neferkare mit Mesochris sicher zu streichen. Nach einer neuen Untersuchung könnte Neferkare mit dem unter seinem Horusnamen Chaba bekannten König identisch sein.
Zeitgenössische Belege liegen für einen König namens Neferkare nicht vor. In der Königsliste von Abydos wird Neferkare als Nachfolger des Sedjes geführt.